# Оквил (Онтарио)
Оквил (енгл. Oakville) је градић у Канади у покрајини Онтарио. Према резултатима пописа 2011. у граду је живело 182.520 становника.

## Становништво
Према резултатима пописа становништва из 2011. у граду је живело 182.520 становника, што је за 10,2% више у односу на попис из 2006. када је регистровано 165.613 житеља.
| 2006.   | 2011.   | 2016.   |
| ------- | ------- | ------- |
| 165.613 | 182.520 | 193.832 |